# Hellraiser: Judgment
Hellraiser: Judgement ist der zehnte Teil der Hellraiser-Reihe. Regie führte Gary J. Tunnicliffe. Der Film wurde 2018 direkt auf DVD veröffentlicht.

## Handlung
Pinhead, Mitglied der Cenobite-Sekte und der Auditor der stygischen Inquisition diskutieren in der Hölle darüber, wie sie ihre Methoden zur Seelenernte angesichts des technologischen Fortschritts bei den Menschen anpassen könnten, da dieser die Konfigurationen (Tore zur Hölle) überflüssig gemacht hat. Zeitgleich untersuchen auf der Erde drei Detektive, die Brüder Sean und David Carter sowie Christine Egerton, einen Serienmörder namens Preceptor, dessen Morde auf den Zehn Geboten beruhen.
Eine Spur führt die Detektive zu einem verlassenen Haus, in dessen Nähe der Verbrecher Karl Watkins als vermisst gemeldet wurde. Sean geht zum Haus, verliert dort das Bewusstsein und wacht in der Hölle, in der Domäne der stygischen Inquisition wieder auf. Während sich die Inquisition darauf vorbereitet, Sean wegen seiner Sünden zu verurteilen, greift der Engel Jophiel ein und fordert dessen Freilassung. Sean entkommt mit einer gestohlenen Konfigurations-Puzzle-Box aus der Domäne. Der Auditor bittet Pinhead um Hilfe in dieser Angelegenheit. Sean und sein Bruder kehren zurück, um das Haus zu durchsuchen, finden dort aber keine Spur von der Hölle oder der Inquisition. In dieser Nacht wird Sean von Visionen der Cenobiten und von Bewohnern der Hölle heimgesucht, die jedem, der die Box öffnet, „Urteil und Erlösung“ versprechen.
In der Gerichtsmedizin stellen Sean und Christine fest, dass im Körper eines Preceptor-Opfers ein Mobiltelefon versteckt war. Mit dessen Hilfe finden sie das Versteck des Lehrers, wo Sean Christine überraschend außer Gefecht setzt und sich als Mörder offenbart. David leitet die Identität des Lehrers ab und trifft sich mit dem Gerichtsmediziner, um das Gebäude zu finden. Bei seiner Ankunft entwaffnet Sean David und enthüllt, dass er dessen Frau Alison als Geisel hält. Er ist empört darüber, dass sie eine Affäre hatte. Sean zwingt David und Alison mit vorgehaltener Waffe, die Box aufzumachen, die Cenobiten zu rufen und ein Tor zu ihrem Reich zu öffnen.
Sean ist sich bewusst, dass nach seiner ersten Flucht nun jemand aus der Hölle kommen wird, um seine Seele abzuholen. Er versucht, Pinhead im Tausch die Seelen von Alison und David anzubieten. Pinhead sagt ihm, dass sie wegen des Öffnens der Schachtel behandelt werden, aber da eine separate Fraktion der Hölle seine Seele wollte, wird kein Deal gemacht. Der Auditor erscheint und erzählt Sean, dass die Inquisition ihn seiner Sünden schuldig gesprochen hat. Jophiel greift erneut ein und protestiert gegen Pinhead und den Auditor, dass Sean Teil des himmlischen Plans ist, Sündern Angst einzujagen. Pinhead sorgt dafür, dass Christine Sean tötet, und schickt Jophiel boshaft weg. Zur Strafe vertreibt Gott Pinhead aus der Hölle und zwingt ihn, als sterblicher Mensch auf der Erde zu wandeln. In einer Post-Credits-Szene nähert sich eine Gruppe mormonischer Missionare in Deutschland einem Haus und wird dort von der stygischen Inquisition gefangen genommen.

## Produktion
Regisseur und Drehbuchautor Gary Tunnicliffe ist seit Hellraiser III für Spezialeffekte der Hellraiser-Filme verantwortlich und hat auch das Drehbuch für den neunten Film Hellraiser: Revelations – Die Offenbarung geschrieben.
In Hellraiser: Judgment übernimmt der Schauspieler Paul T. Taylor die Rolle des Pinhead. Doug Bradley hatte sich erneut geweigert, die Rolle zu übernehmen, da er die Qualität der Hellraiser-Fortsetzungen zu schlecht fand.
Die Dreharbeiten fanden in Oklahoma City statt und dauerten 3 Wochen.

## Kritiken
Bei filmchecker hieß es: „Manche Filmmonster sind einfach nicht totzukriegen. Die kommen wieder und wieder, weil es die Horrorfilmfans wollen. Es gibt aber auch Filmbösewichte, die kommen wieder und wieder, weil es Studiobosse möchten. Letzteres dürfte wohl auf die Filme mit Kultfigur Pinhead zutreffen.“ „Was 1987 mit Raffinesse, Kreativität und Herzblut ins Leben gerufen wurde, ist längst nicht mehr das was es mal war. Das Hellraiser-Franchise wurde skrupellos ausgebeutet und seinem Schrecken beraubt. Grund hierfür sind schlechte Fortsetzungen, die oft kaum noch etwas mit dem eigentlichen Konzept der Filmreihe zu tun haben. Und so kam, was kommen musste.“ Hellraiser: Judgement ist „weit weg von dem, was sich Fans seit Jahren wünschen. Schnell abgedreht und ins Wohnzimmer gebracht. Da klingelt höchstens das Bankkonto raffgieriger Studiobosse.“
Cinema.de meinte: „Sieben Jahre nach dem auch schon üblen neunten Teil der Reihe um den Nagelkopf enttäuscht auch Nr. 10. – Wer schlägt endlich den Sargnagel in die Reihe?“